# Weißplatte
Die Weißplatte, auch genannt Wiss Platte, ist ein nach österreichischen Angaben 2630 m, nach schweizerischen 2628 m hoher Berg im Rätikon, einer Gebirgsgruppe der westlichen Zentralalpen. Der Gipfel liegt genau auf der Grenze zwischen Österreich und der Schweiz (Vorarlberg/Graubünden). Die Weißplatte gehört zur Sulzfluhgruppe. Im Norden und Osten besitzt sie flache, plattige Wände mit Karren, im Westen dagegen weist sie steile, durch tiefe Schluchten gefurchte Wände auf, die nur mit Klettern bezwungen werden können. Im Gegensatz zur benachbarten Scheienfluh wird die Weißplatte nur selten begangen. Über eine Erstbesteigung im 19. Jahrhundert ist nichts bekannt, es ist aber anzunehmen, dass Jäger von Nordosten schon sehr früh den Gipfel erreichten.

## Umgebung
Die Weißplatte liegt knapp acht Kilometer Luftlinie südlich der Vorarlberger Gemeinde Tschagguns im Montafontal und etwa sechs Kilometer nordöstlich vom Graubündner St. Antönien. Nach Osten fällt der Berg hinab zur Tilisunaalpe, nach Westen hin zum obersten Partnuntal. Nach Norden, zum Wegübergang Gruobenpass auf 2232 Meter Höhe hin, sendet die Weißplatte einen Grat aus, in dessen Verlauf die unbedeutenden Erhebungen Fluechopf (2438 m) und Mittelflue (2325 m) liegen. Benachbarter Berg im Verlauf des Südostgrats, getrennt durch eine tiefe Scharte, ist die oft begangene Scheienfluh (auch Schijenflue genannt) mit 2625 Metern Höhe. Weiter entfernt im Westen, jenseits des Partnuntals, liegt die Sulzfluh, im Osten, jenseits der Tilisunaalpe, liegen die Sarotlaspitzen.

## Stützpunkte und Wege
Die Weißplatte wird in der Regel nur im Rahmen einer Überschreitung von der nördlich gelegenen Tilisunahütte (2208 m) über die Scheienfluh hinunter nach Gargellen bestiegen. Der Normalweg auf die Platte führt von  der Tilisunahütte über steile Schrofen in, laut Literatur, leichter Kletterei im Schwierigkeitsgrad UIAA I von Nordosten oder Osten weglos zum Gipfel. Die Gehzeit beträgt laut Literatur etwa 1½ Stunden. Reine Klettertouren bis zum UIAA-Grad VI- führen durch die West- und Südwand, der Übergang von der Scheienfluh ist in mäßig schwieriger Kletterei im UIAA-Grad II zu bewältigen.